# Timm Kunstreich
Timm Kunstreich (* 1944) ist ein deutscher Sozialarbeitswissenschaftler.

## Leben
Kunstreich studierte Soziologie, Sozialgeschichte, Erziehungswissenschaft und politische Ökonomie. Er wurde 1975 an der Universität Hamburg promoviert. Anschließend war Kunstreich als Studienberatung an der Fachhochschule Hamburg tätig. 1984 wechselte er als wissenschaftlicher Mitarbeiter im Aufbau- und Kontaktstudium Kriminologie an die Universität Hamburg. Zwei Jahre später übernahm Kunstreich die Leitung der sozialpädagogischen Ausbildung und Fortbildung beim Amt für Jugend der Hansestadt Hamburg.
Seit 1978 war er zudem Dozent an der Evangelischen Hochschule für Soziale Arbeit & Diakonie in Hamburg. 1992 wurde Kunstreich zum Professor im Kirchendienst berufen und gab seine Tätigkeit beim Amt für Jugend auf. Im Jahre 2009 wurde er emeritiert.
Sein Arbeitsschwerpunkt ist die Geschichte und Gegenwart der professionellen Sozialen Arbeit. Kunstreich polarisiert dabei mit seinen häufig marxistisch orientierten wissenschaftlichen Thesen, die  im Gegensatz zum Mainstream der Sozialarbeitswissenschaft stehen.
Kunstreich war im Sozialistischen Büro tätig.
Kunstreich ist Mitbegründer und Autor der sozialistischen Fachzeitschrift Widersprüche, er gehört deren Redaktion an. Er engagiert sich für die Partei Die Linke, ohne dort Mitglied zu sein.
Nach dem Tode von Lieselotte Pongratz wurde Kunstreich 2001 zum Vorsitzenden des Stiftungsrates der Lieselotte-Pongratz-Stiftung gewählt.

## Schriften (Auswahl)
- Der institutionalisierte Konflikt. Eine exemplarische Untersuchung zur Rolle des Sozialarbeiters in der Klassengesellschaft am Beispiel der Jugend- und Familienfürsorge. Offenbach: Verlag 2000, 1975 (zugleich Dissertation, Hamburg 1975)
- Mit anderen: Zur sozialen und Studiensituation der Studenten der Fachhochschule Hamburg, Hamburg: Präsident der Fachhochschule, 1979
- Grundkurs Soziale Arbeit: sieben Blicke auf Geschichte und Gegenwart Sozialer Arbeit., Band 1: Blicke auf die Jahre 1850, 1890, 1925 und 1935, 5. durchges., inhaltl. unveränd. Aufl., 2014, (Volltext).
- Grundkurs Soziale Arbeit: sieben Blicke auf Geschichte und Gegenwart Sozialer Arbeit.; Band 2: Blicke auf die Jahre 1955, 1970 und 1995, sowie ein Rückblick auf die Soziale Arbeit in der DDR (von Eberhard Mannschatz), 5. durchges., inhaltl. unveränd. Aufl., 2014, (Volltext).
- Kinderrechte ins Grundgesetz?! in: Gerd Pohl/Klaus Wicher (Hrsg.): Lebenswertes Hamburg, VSA: Verlag, Hamburg 2019, S. 85–103, ISBN 978-3-89965-892-7